# Apaeleticus kriechbaumeri
Apaeleticus kriechbaumeri là một loài tò vò trong họ Ichneumonidae.